# تمرد كيل

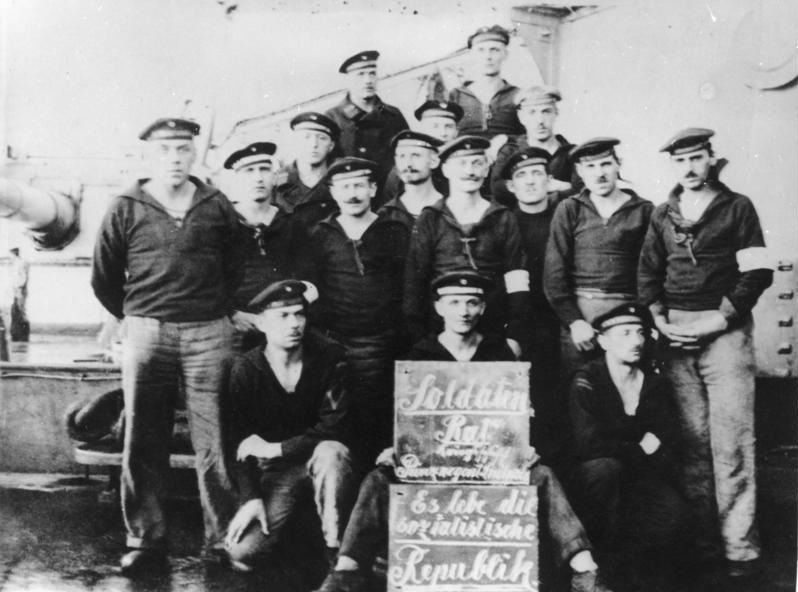
نص مقدم من الأرشيف الفيدرالي الألماني: "مع تمرد البحارة والعمال في 3 نوفمبر 1918 في كيل بدأت ثورة نوفمبر. في 6 نوفمبر ، وصلت الحركة الثورية إلى فيلهلمسهافن.

تمرد كيل (بالألمانية: Kieler Matrosenaufstand)‏ كان تمردًا كبيرًا من قبل البحارة من أسطول أعالي البحار الألماني في 3 نوفمبر 1918. أثار التمرد الثورة الألمانية التي كانت ستطغى على الملكية في غضون أيام قليلة. أدى في النهاية إلى نهاية الإمبراطورية الألمانية وإنشاء جمهورية فايمار.

## خلفية
بحلول سبتمبر 1918، كان الوضع العسكري الألماني قريبًا من اليأس. نصح القيصر فيلهلم الثاني بطلب الوفاق بوقف فوري لاطلاق النار ووضع الحكومة على اساس ديمقراطي، على أمل الحصول على شروط سلام أكثر مواتاة.
في 3 أكتوبر، عين القيصر الأمير ماكسيميليان من بادن مستشارًا إمبراطوريًا جديدًا. في حكومته، تولى الاشتراكيون الديمقراطيون (SPD) المسؤولية أيضًا. كان فيليب شيدمان، وهو من أبرز قادة الحزب الاشتراكي الديمقراطي، وكيلًا بارزًا بدون حقيبة.

## المعنويات في أسطول أعالي البحار
بعد معركة جوتلاند، اقتصرت السفن الرئيسية للبحرية الإمبراطورية على الخدمة غير النشطة في الميناء. تطوع العديد من الضباط والطاقم للانتقال إلى الغواصات والسفن الخفيفة التي لا يزال لها دور كبير في الحرب. في 2 أغسطس 1917، قام 350 من أفراد طاقم Prinzregent Luitpold بمظاهرة احتجاجية في فيلهلمسهافن. وأُعدم اثنان من زعماء العصابات رمياً بالرصاص بينما حُكم على آخرين بالسجن. خلال الأشهر المتبقية من الحرب، تم تشكيل مجالس البحارة السرية على عدد من السفن الرئيسية.

## الأمر البحري بتاريخ 24 أكتوبر 1918

خطة لفرض اشتباك بحري في أعالي البحار

في أكتوبر 1918، خططت القيادة البحرية الإمبراطورية في كيل تحت قيادة الأميرال فرانز فون هيبر لإرسال الأسطول لمعركة نهائية ضد البحرية الملكية في القناة الإنجليزية. أثار الأمر البحري بتاريخ 24 أكتوبر 1918 والاستعدادات للإبحار تمردًا بين البحارة المتأثرين ثم ثورة عامة ستنحي الملكية في غضون أيام قليلة.

## الأدب
- ديرك دانهاردت: ثورة في كيل. Der Ubergang vom Kaiserreich zur Weimarer Republik . كارل Wachholtz Verlag ، Neumünster ، 1978 ، (ردمك 3-529-02636-0)
- هورن ، دانيال ، التمردات البحرية الألمانية في الحرب العالمية الأولى ، مطبعة جامعة روتجرز ، نيو برونزويك ، نيو جيرسي (الولايات المتحدة الأمريكية) ، 1969.
- هورن ، دانيال (محرر) ، الحرب ، التمرد والثورة في البحرية الألمانية - يوميات الحرب العالمية الأولى للبحر ريتشارد ستومبف. مطبعة جامعة روتجرز ، نيو برونزويك ، نيو جيرسي (الولايات المتحدة الأمريكية) 1967 ، VI ، 442 S. ،
- ولفرام ويت: غوستاف نوسكي - سيرة ذاتية سياسية . دروست فيرلاغ ، 1987 ، (ردمك 3-7700-0728-X)
- Wolfram Wette: Gustav Noske und die Revolution in Kiel 1918 . Boyens Buchverlag ، Heide 2010 ، (ردمك 978-3-8042-1322-7) ؛ نشرت كطبعة خاصة من Gesellschaft für Kieler Stadtgeschichte ، بقلم يورجن جنسن ، الفرقة 64